# RIZ-ZOAWD
『RIZ-ZOAWD』（リゾード）は、メディア・ビジョンエンタテインメントが開発し、2008年12月25日にディースリー・パブリッシャーが販売したニンテンドーDS用ロールプレイングゲーム。

## 概要
童話『オズの魔法使い』をモチーフとしたゲーム。主人公であるドロシーやトト、カカシといった仲間達や、魔法の国で王として君臨するオズなど、登場人物や物語の大筋は原作に準拠している。オズに敵対する悪い魔女が原作の2人から4人に増え、区分に関しても方角ではなく季節である等、一部に独自の解釈も含まれている。
制作はメディア・ビジョンエンタテインメント内の「CG製作事業部」が行っている。ニンテンドーDSでは類を見ないグラフィックの良さを本作品の売りとしている。
主題歌は作曲をなるけみちこ、歌唱を麻生かほ里が担当している。この2人は同社のワイルドアームズシリーズでも主題歌を担当しており、2人による楽曲提供は3年半振りとなる。
なお、「RIZ-ZOAWD」というタイトルは「WIZARD-OZ（魔法使い・オズ）」のアナグラムである。

## ストーリー
両親を亡くし、愛犬のトトと一緒に暮らしていたドロシーは突然、竜巻に巻き込まれ魔法の国に飛ばされてしまう。魔法の国は四季の魔女三姉妹のせいでめちゃくちゃになっていた。元の世界に戻る願いを叶える為、途中で会ったカカシ、ライオン、ブリキと共に魔法の大王であるオズの取引で魔女三姉妹に悪事をやめさせるための冒険をする事になる。

## 戦闘システム
戦闘はターン制でレシオシステムという独自の戦闘方法を採用している。まず、ドロシー、カカシ、ライオン、キコリの中から戦闘に参加する者を選ぶ。戦闘に参加した者を前衛、それ以外の者を後衛といい、後衛はダメージを受けない。1ターンにつき敵味方レシオ4個分（回）行動することができ、ドロシーとカカシは1個、ライオンは2個、キコリは3個、レシオを占有する。従って戦闘に参加できる人数は組み合わせによって変わってくる。戦闘中の前衛と後衛の入れ替えは可能。なお、経験値は戦闘不能の者は除き、前衛、後衛関係なく等しく貰える。
前衛・後衛の概念は敵側にも存在し、後衛の敵は一切行動しない。プレイヤーから後衛の敵への攻撃は出来るが、与えるダメージは前衛の場合に比べ少なくなる。

## キャラクター

### 主人公達
主人公達の名称は変更可能。以下の表記はゲーム内でのデフォルト名に基づく。
ドロシー（Dorothy）　　　　　　　　　
主人公。辺鄙な田舎で愛犬のトトと暮らす17歳の少女。突如家を襲った謎の竜巻により魔法の国へとやってきた。元の世界へ戻るという願いをオズに叶えてもらうため、オズから貰った魔法の靴を履き、魔法の国を奔走する。回復系の補助魔法を得意とする。通常攻撃はお化け系のモンスターに大きなダメージを与えられる。
トト（Toto）
ドロシーの愛犬。常にドロシーの後ろを追いかけている。プレイ中にアイコンをクリックするとドロシーがトトを撫でる。何度も繰り返していくと芸を覚えるようになり、しばらく無操作状態でいるとドロシーに様々な芸を披露する。
カカシ（Scarecrow）
ドロシーの仲間。楽天的な性格で、脳みそが無いため、常に脊髄反射で行動し、考える事が苦手である。「脳みそ」を手に入れるという願いを叶えてもらうため、ドロシーに同行する。敵への妨害技とパーティー1の素早さが特徴。通常攻撃は水棲系のモンスターに大きなダメージを与えられる。
ライオン（Lion）
ドロシーの仲間。非常に心優しく、臆病で泣き虫。ライオンなのにベジタリアンといった一面を持つ。「勇気」を手に入れるという願いを叶えてもらうため、ドロシーに同行する。攻撃も補助も使えるバランスファイター。通常攻撃は甲殻系のモンスターに大きなダメージを与えられる。
キコリ（Tin Woodman）
ドロシーの仲間。ブリキで出来ており、「フンガー」としか喋れない。「心」を手に入れるという願いを叶えてもらうため、ドロシーに同行する。パーティー1のパワーを持った物理攻撃の専門家。通常攻撃は植物系のモンスターに大きなダメージを与えられる。

### 魔女軍団
フローラ
森林・小川のエリアを征服している春の魔女で、魔女三姉妹の三女。花が大好きで、竜巻の魔法を使って世界各地から様々な花を集めている。まだ幼く、似た年代のドロシーとは友達になれると思って友好的に接してくる。
ディーネ
ジャングル・海岸のエリアを征服している夏の魔女で、魔女三姉妹の次女。開放的な性格で、誰とでもすぐに打ち解けるタイプ。フローラ同様ドロシー達に友好的だが、金属アレルギーのため、キコリだけは邪険に扱っている。
ホリン
紅葉・渓谷のエリアを征服している秋の魔女で、魔女三姉妹の長女。とてつもないホラー精神の持ち主で、頭の中では常にグロテスク・スプラッターな小説のネタを考えている。あくまで専門は小説であり、魔女としてオズ達との争いに参加する事には興味を持っていない。
スノン
雪の降るエリアを征服している冬の魔女で、魔女三姉妹の母親。外見通りの気の強さと魔女軍団最強の力を持っている。魔女軍団のリーダーとして、オズに反抗している。
ネコズキン
魔女軍団に仕える二足歩行の黒猫達。全員が頭巾を被っており、フローラは赤、ディーネは青、ホリンは黄色、スノンは白と、どの魔女に仕えているのかによって頭巾の色が異なっている。時々各フィールドに立っており、会話する事も出来る。体格の小さい「チビズキン」や恰幅の良い「デカズキン」といった別種も存在する。

### 魔法の国の人物
オズ（Oz）
魔法の国の大魔王。緑色の肌をした頭と手だけの姿をしている。「力を持つ者が国の王となる」という国のルールに基づき各地を征服する魔女軍団に手を焼いており、ドロシー達に「願い」を見返りとしてエッグの回収及び4人の魔女の討伐を委託する。プレイ中はドロシー達の体力を回復したり、城の備蓄を提供したりと様々な点でサポートを行う。
威尾（イオ）
旅人達に技を授けるドラゴン爺さんの一人。小さい体に不釣り合いな大きな尻尾が特徴。「師匠と弟子」の関係に憧れており、自身とドロシー達にも同様の関係を当てはめている。なお、人間形態は仮の姿であり、ドロシー達の修行が終わると赤き二足歩行のドラゴン「赤竜・威尾」として本気の対決に挑む。
轟翼（ゴウヨク）
ドラゴン爺さんの一人。肥満体質で、常に何か食べている。ドロシー達に食べ物を要求するが、何も渡さないため、渋々技を教える。威尾同様、ドロシー達の修行が終わると黒き翼竜「黒竜・轟翼」として本気の対決に挑む。
樹角（ジュカク）
ドラゴン爺さんの一人。三人の内では最年長で、「ドラゴン爺さん」を始めた張本人である。同様に、ドロシー達の修行が終わると巨大な龍「白竜・樹角」として本気の対決に挑む。

## 主題歌

### オープニングテーマ
「RIZ-ZOAWD!」
作詞・作曲・編曲 - なるけみちこ / オーケストレーション - 宮野幸子 / 歌 - 麻生かほ里

### エンディングテーマ
「峠の我が家」
作詞・作曲・編曲 - なるけみちこ / オーケストレーション - 宮野幸子 / 歌 - 麻生かほ里

## 関連商品

### サウンドトラック
2009年2月25日発売、全2枚組のオリジナルサウンドトラック。定価3360円。